# Célula do estroma do linfonodo
As células do estroma dos linfonodos são células presentes nos linfonodos, cujas funções incluem: a criação de um arcabouço de sustentação para as células hematopoiéticas; a liberação de mensageiros químicos de pequenas moléculas que facilitam as interações entre as células hematopoiéticas; a facilitação da migração de células hematopoiéticas; a apresentação de antígenos às células imunes no início do sistema imune adaptativo; e a homeostase do número de linfócitos. As células do estroma se originam de células-tronco mesenquimais multipotentes.

## Estrutura

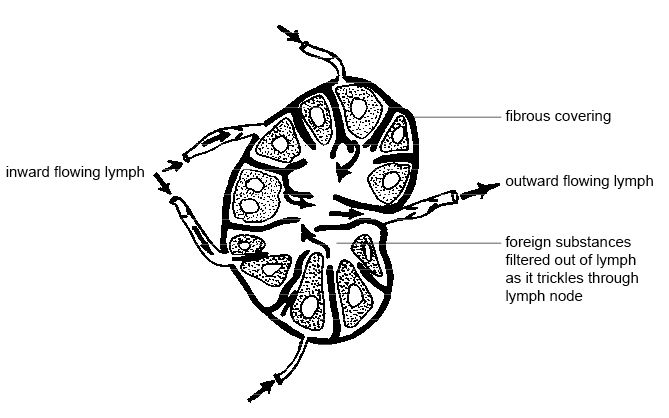
Diagrama de um linfonodo

Os linfonodos são envolvidos por uma cápsula fibrosa externa, a partir da qual finas paredes de tendões, chamadas trabéculas, penetram no linfonodo, e o dividem de forma parcial. Abaixo da cápsula externa e ao longo das trabéculas, estão os seios peritrabeculares e subcapsulares. Esses seios são cavidades contendo macrófagos.
O interior do linfonodo possui duas regiões: o córtex e a medula. No córtex, o tecido linfóide é organizado em nódulos. Nos nódulos, os linfócitos T estão localizados na zona de células T. Os linfócitos B estão localizados no folículo das células B. O folículo primário da célula B amadurece formando centros germinativos. Na medula, estão as células hematopoéticas (que contribuem para a formação do sangue) e as células do estroma.
Perto da medula está o hilo do linfonodo. Pelo hilo, os vasos sanguíneos entram e saem do linfonodo e os vasos linfáticos saem do linfonodo. Os vasos linfáticosque entram no linfonodo não o fazem pelo hilo, mas ao longo da superfície externa.

## Função

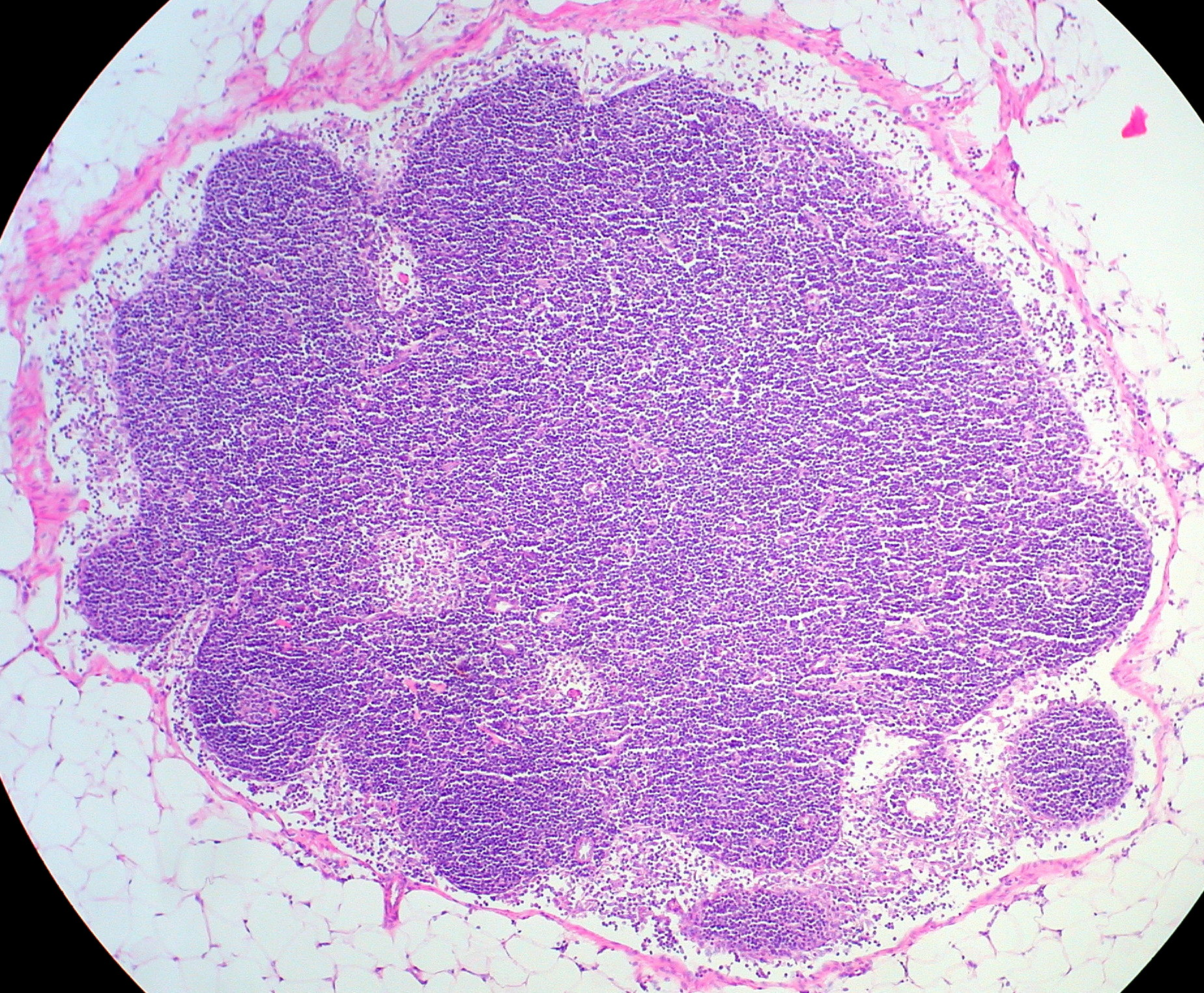
Secção histológica de um linfonodo normal

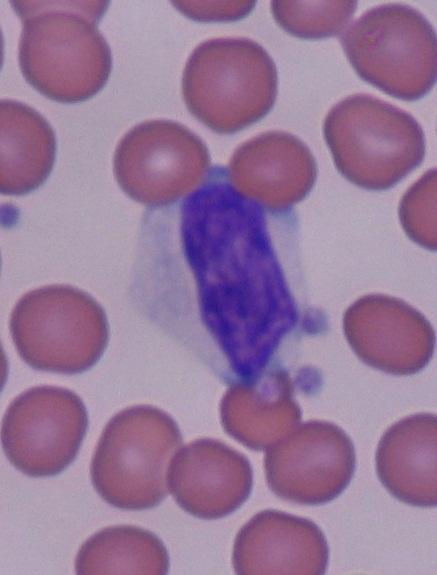
Linfócito rodeado por glóbulos vermelhos

Os gânglios linfáticos, o baço e as placas de Peyer, são conhecidos como os órgãos linfóides secundários. Os gânglios linfáticos são encontrados entre os dutos linfáticos e os vasos sanguíneos. Os vasos linfáticos aferentes trazem o fluido linfático dos tecidos periféricos para os nódulos linfáticos. O tecido linfático nos nódulos linfáticos consiste principalmente em células imunológicas (  ̴95%) e células do estroma (1% a 5%). A gênese dos nódulos linfáticos começa no sangue e no sistema linfático.  As interações entre as células estromais e hematopoéticas são importantes para o desenvolvimento dos linfonodos . Células do endotélio linfático, células indutoras de tecido linfóide e células organizadoras do estroma mesenquimal iniciam a formação de linfonodos.
Os linfócitos ingênuos (naive; aqueles sem histórico de contato com antígenos) viajam da medula óssea ou das vênulas endoteliais altas do timo (onde se desenvolvem como linfoblastos) para os linfonodos, onde amadurecem.
O papel principal das células do estroma dos linfonodos é estrutural. Eles formam um arcabouço para as células hematopoiéticas e auxiliam o movimento delas ao longo dele. O sistema de sinalização molecular (quimiocinas) que distribuem os linfócitos em locais apropriados dentro do linfonodo (segregação de células T e B) também é criado pelas células do estroma do linfonodo. Os linfócitos têm receptores para tais quimiocinas. Por exemplo, as células T ingênuas expressam o receptor CCR7 para a quimiocina CCL21 e as células B exibem receptores CXCR5 para a quimiocina CXCL13 .
A linfa dos tecidos periféricos contém antígenos solúveis e chega ao linfonodo por meio de vasos linfáticos aferentes. Uma resposta imune adaptativa ocorre em resposta à presença do antígeno no linfonodo. As células apresentadoras de antígenos se acumulam perto das vênulas endoteliais altas para processar antígenos solúveis. Os antígenos também são apresentados na superfície das células dendríticas.
Em um estado inflamatório, as células endoteliais linfáticas aumentam suas moléculas de adesão de superfície e as células dendríticas expressam o  receptor CCR7 de superfície. Esse tipo de receptor interage com a quimiocina CCL21, produzida pelas células reticulares fibroblásticas. Devido a essa interação, as células dendríticas movem-se para a zona de células T ou para o folículo de células B ao longo da rede de células reticulares de fibroblastos. As células dendríticas exibem receptores de lectina do tipo C (CLEC-2), que se ligam a gp38 na superfície das células endoteliais linfáticas.
Os linfócitos deixam o linfonodo como células imunes efetoras através dosvasos linfáticos eferentes. Seu número compensa a perda de linfócitos periféricos. Os linfócitos B e T deixam o linfonodo com base nas alterações na concentração de esfingosina-1-fosfato (S1P). A concentração de S1P no linfonodo é mantida em um nível inferior ao do sangue ou da linfa sob a influência da proteína S1P liase. Isso significa que as células imunológicas podem deixar o linfonodo ao longo de um gradiente de quimiocinas.
A maioria das células T em desenvolvimenta é eliminada no timo por um processo de deleção clonal. No entanto, alguns deles escapam desse processo e são então "enxugados" nos nódulos linfáticos. As células estromais dos linfonodos expressam antígenos restritos aos tecidos periféricos (PTAs) em sua superfície. O fator de transcrição Aire (regulador autoimune) que controla a expressão de PTAs em células mTEC no timo é expresso apenas em níveis baixos por células estromais. A maioria das células do estroma de linfonodos expressa preferencialmente DF1, um modulador de transcrição semelhante ao Aire.

## Tipos de células estromais de linfonodos
As células do estroma dos linfonodos podem ser agrupadas em seis subpopulações que são conhecidas pela expressão de marcadores de superfície. As subpopulações incluem:
- células reticulares fibroblásticas (FRCs);
- células dendríticas foliculares (FDCs); células endoteliais linfáticas (LECs);
- células endoteliais do sangue (BECs);
- pericitos de integrina alfa-7 (AIPs);
- e células duplamente negativas (DNCs).
- Os marcadores de superfície incluem: glicoproteína CD31 e glicoproteína podoplanina GP38. As diferentes subpopulações também são conhecidas por sua produção de pequenas moléculas; onde estão localizados; e sua função. A maioria também expressa marcadores comuns, como desmina, laminina, várias subunidades de integrinas, molécula de adesão de células vasculares 1 (VCAM-1) e molécula de adesão de células de addressina vascular mucosa 1 (MAdCAM-1).[7]

|     | CD 31 + | CD 31 - | GP 38 + | GP 38 - | ITGA7 + |
| --- | ------- | ------- | ------- | ------- | ------- |
| FRC | Não     | sim     | sim     | Não     | -       |
| FDC | Não     | sim     | sim     | sim     | -       |
| LEC | sim     | Não     | sim     | Não     | -       |
| BEC | Baixo   | -       | Não     | sim     | -       |
| AIP | Não     | sim     | Não     | sim     | sim     |
| DNC | -       | -       | -       | -       | -       |

### Células reticulares fibroblásticas
As células reticulares fibroblásticas (FRCs) estão localizadas na zona de células T do córtex. As FRCs produzem fibras reticulares ricas em colágeno alfa-1 (III) que formam uma rede densa dentro do tecido linfóide. Estas redes são conectados pelo colágeno XIV, um pequeno proteoglicano ricos em leucina e lisil oxidase.  A rede de fibras suporta e orienta o movimento das células dendríticas (DCs), linfócitos T e linfócitos B. Ele também cria uma peneira molecular porosa no linfonodo.
A linfa carrega quimiocinas (mensageiros químicos moleculares) e antígenos para o linfonodo. No linfonodo, a linfa passa rapidamente através da rede reticular para a zona de células T e as vênulas endoteliais altas. As células reticulares fibroblásticas expressam quimiocinas como CCL21 e CCL19 que auxiliam o movimento de células T e células dendríticas com receptores CCR7.
As células reticulares fibroblásticas também produzem componentes da matriz extracelular, como ER-TR7, fibrilina, laminina, fibronectina e componentes intracelulares, como desmina e α-actina de músculo liso que podem influenciar a formação da rede de fibras reticulares. Por exemplo, a quimiocina CCL21 se liga à superfície das FRCs por meio de moléculas de colágeno e glicosaminoglicano.
As FRCs expressam citocina IL-7, um regulador da sobrevivência de linfócitos T em repouso.

### Células dendríticas foliculares
As células dendríticas foliculares (FDCs) são encontradas no centro dos folículos de linfócitos B. Eles formam uma densa rede de filamentos celulares. Eles também expressam os receptores Fc, CD16, CD23 e CD32 ; os receptores do complemento CD21 e CD35 e os componentes do complemento. A rede de filamentos e receptores celulares ajuda as FDCs a capturar antígenos como complexos imunes e apresentá-los a outras células do sistema imunológico.
As células dendríticas foliculares auxiliam o desenvolvimento do centro germinativo por meio de uma interação com linfócitos B e linfócitos T auxiliares. Os linfócitos B proliferam e se diferenciam em células plasmáticas e células de memória. As FDCs produzem a quimiocina CXCL13, que promove a migração de linfócitos B para o folículo da célula B primária. Os linfócitos B precisam de um fator de ativação de células do fator B (BAFF) para sua sobrevivência, também produzido por FDCs.

### Células reticulares marginais
As células reticulares marginais (MRCs) formam uma camada de células abaixo dos seios subcapsulares. Através da rede reticular, as MRCs trazem antígenos dos seios sub-capsulares para os folículos de células B. As MRCs expressam a molécula TRANCE (também conhecida como RANKL), um tipo de fator de necrose tumoral. Eles são uma das células organizadoras envolvidas na formação da estrutura do linfonodo durante a organogênese. Eles expressam CXCL13 nas bordas dos folículos de células B.

### Células endoteliais linfáticas
As células endoteliais linfáticas (LECs) alinham os vasos linfáticos. Eles expressam moléculas de adesão, quimiocina CCL21 e receptor-1 de hialuronana endotelial de vasos linfáticos (LYVE1), um homólogo de CD44. Essas moléculas permitem a entrada de células hematopoiéticas nos vasos linfáticos. Durante um estado inflamatório, o número de moléculas de adesão nas superfícies das LECs aumenta.

### Células endoteliais altas
As células endoteliais altas (HECs) são células endoteliais vasculares especializadas. No timo, eles revestem as vênulas endoteliais altas (HEVs) onde os linfócitos se originam. Os HEVs do linfonodo expressam moléculas de adesão como a addressina de linfonodo periférico (PNAd), que são essenciais para a migração de células T virgens do sangue periférico para o linfonodo. Em nódulos linfáticos de camundongos, as HECs também expressam a quimiocina CCL21 que se ligará ao seu receptor CCR7 na célula T naive e aumentará a migração.

### Pericitos de integrina alfa-7
Os pericitos de integrina alfa-7 (AIPs) expressam vários tipos de cadeias de integrina que geram heterodímeros. As cadeias de integrina permitem que os pericitos de integrina interajam com as células hematopoiéticas e promovam sua migração.

## Problemas de saúde
As células estromais dos linfonodos podem dar origem a uma série de doenças malignas, incluindo: sarcoma de células dendríticas foliculares; sarcoma de células reticulares fibroblásticas; tumores miofibroblásticos inflamatórios e outros.
Além disso, as células do estroma dos linfonodos podem produzir fatores de crescimento que contribuem ativamente para a metástase de células tumorais.